# Billie Fleming
Billie Fleming, znana także jako Billie Dovey (ur. 13 kwietnia 1914 w Londynie, zm. 12 maja 2014 w Barnstaple) – brytyjska długodystansowa kolarka, która w 1938 roku pobiła rekord świata kobiet w najdłuższym dystansie pokonanym na rowerze w ciągu roku.

## Życiorys
Urodziła się 13 kwietnia 1914 roku jako Lilian Irene Bartram w Camden w Londynie. W wieku 16 lat zakończyła edukację i rozpoczęła pracę jako sekretarka i maszynistka. Jazdę na rowerze opanowała mając 18 lat. Kolarstwo stało się jej pasją. Gdy przeczytała w czasopiśmie „Cycling” o rozgrywanym od 1911 wśród mężczyzn konkursie na najdłuższy dystans pokonany w ciągu roku, postanowiła jeździć na rowerze codziennie, by promować zdrowy tryb życia. Było to też związane z działalnością Women’s League of Health and Beauty, organizacji propagującej sporty wśród kobiet.
Jako Billie Dovey (po mężu, Freddiem Doveyu) podjęła próbę ustanowienia rekordu dystansu pokonanego przez kobietę w ciągu roku. Udało jej się znaleźć dwóch sponsorów, fabrykę rowerów Rudge-Whitworth, która dostarczyła jej trzybiegowy rower, i producenta słodyczy Cadbury, który dostarczał jej 5 funtów czekolady miesięcznie. Jazdę rozpoczęła 1 stycznia 1938 roku, startując z Mill Hill.
Pokonany dystans był weryfikowany za pomocą kart, podpisywanych przez świadków jej przejazdu. Dziennie Billie Fleming wypełniała 2-3 takie karty. Do pomiaru dystansu służył też zamontowany w rowerze licznik, który był regularnie sprawdzany w biurze „Cycling” pod kątem manipulacji przy nim. Jednego dnia pracownicy „Cycling” jechali za rowerzystką.
Jeździła codziennie, niezależnie od pogody. Średnio pokonywała 130 kilometrów każdego dnia, choć przy sprzyjającej pogodzie dystans dochodził do 300 kilometrów. Najdłuższy dzienny dystans pokonała na trasie z Yorku do Londynu. Najdalszym miejscem do którego dojechała, było jezioro Loch Lomond. Podczas jazdy robiła przerwy na posiłki i napoje w barach i restauracjach. Nie woziła ze sobą wody, tylko ubrania i narzędzia.
Podczas bicia rekordu Billie Dovey jeździła w dzień, a wieczorami często wygłaszała prelekcję o kolarstwie i zdrowym trybie życia. Była nazywana Rudge-Whitworth Keep Fit Girl.
Dystans pokonany w 1938 wyniósł 47 643 kilometry (29 604 mile). Bicie rekordu zakończyła przy Royal Agriculture Hall w Londynie w obecności dziennikarzy, w tym Harry’ego Englanda, redaktora „Cycling” odpowiedzialnego za monitorowanie jej postępów.
Jako następne przedsięwzięcie zaplanowała przejazd przez Stany Zjednoczone, jednak z powodu II wojny światowej nie doszło to do skutku. Zamiast tego zajęła się jazdą na tricyklu. W 1940 roku udało jej się pobić rekord prędkości na dystansie 25 mil, podjęła też próby na dystansach 50 i 100 mil.
Po II wojnie światowej jej małżeństwo z Freddiem Doveyem zakończyło się rozwodem. Po jakimś czasie poznała George’a Fleminga, również kolarza, z którym wzięła ślub.
W 1957 razem z mężem przejechała przez Pireneje, od Oceanu Atlantyckiego do Morza Śródziemnego.
Billie Fleming zmarła 12 maja 2014 w North Devon District Hospital w Barnstaple, miesiąc po swoich setnych urodzinach.

## Rekord
Rekord długości rocznej trasy rowerowej Billie Fleming pozostawał niepobity aż do 2016 roku, przez 78 lat.
W lutym 1942 Australijka Pat Hawkins, wcześniejsza rekordzistka na dystansie 1000 mil i w czasie 7 dni, twierdziła, że pobiła rekord Fleming, pokonując dystans 73 068 kilometrów. Nie został jednak uznany z powodu niewytłumaczalnych rozbieżności w dzienniku trasy.
Pierwsza roczną trasę o dłuższym dystansie pokonała pochodząca ze Szwecji Kasja Tylen, mieszkająca wówczas w Nottingham. Rozpoczęła bicie rekordu 1 stycznia 2016 roku. Za cel ustaliła sobie 50 000 kilometrów. Rekord Fleming przekroczyła 24 listopada, zaś przez cały rok przejechała 52 024 kilometry.
Jeszcze podczas bicia rekordu przez Tylen, swoją próbę rozpoczęła Amerykanka, Amanda Coker. Między 15 maja 2016 a 14 maja 2017 pokonała dystans 139 326 km, co stało się nowym rekordem nie tylko dla kobiet, ale też dla mężczyzn. Została wpisana do Księgi rekordów Guinnessa. Pokonywała codziennie średnio 382 kilometry, większość jeżdżąc na tej samej trasie, dookoła parku w Tampie. Rekord Billie Fleming pobiła 21 września 2016 roku (dwa miesiące wcześniej niż Tylen), po czterech miesiącach jazdy.
Podczas porównywania rekordów Kasji Tylen i Amandy Coker bywa podnoszona kwestia, że Coker jechała stosując się do zasad Ultra Marathon Cycling Association, zezwalających m.in. na użycie aerodynamicznego efektu draftingu, czego Tylen nie mogła robić. Coker dojeżdżając do miejsca bicia rekordu jechała za samochodem swojego ojca.